# Tom Gorman
Tom Gorman (n, 19 de enero de 1946) es un jugador estadounidense de tenis. En su carrera conquistó 7 torneos ATP de individuales y 9 torneos ATP de dobles. Su mejor posición en el ranking de individuales fue el N.º 8 en el 1973. En 1971 llegó a semifinales de Wimbledon. En 1972 llegó a semifinales del US Open y en 1973 llegó a semifinales de Roland Garros. 